# Otiorhynchus morio

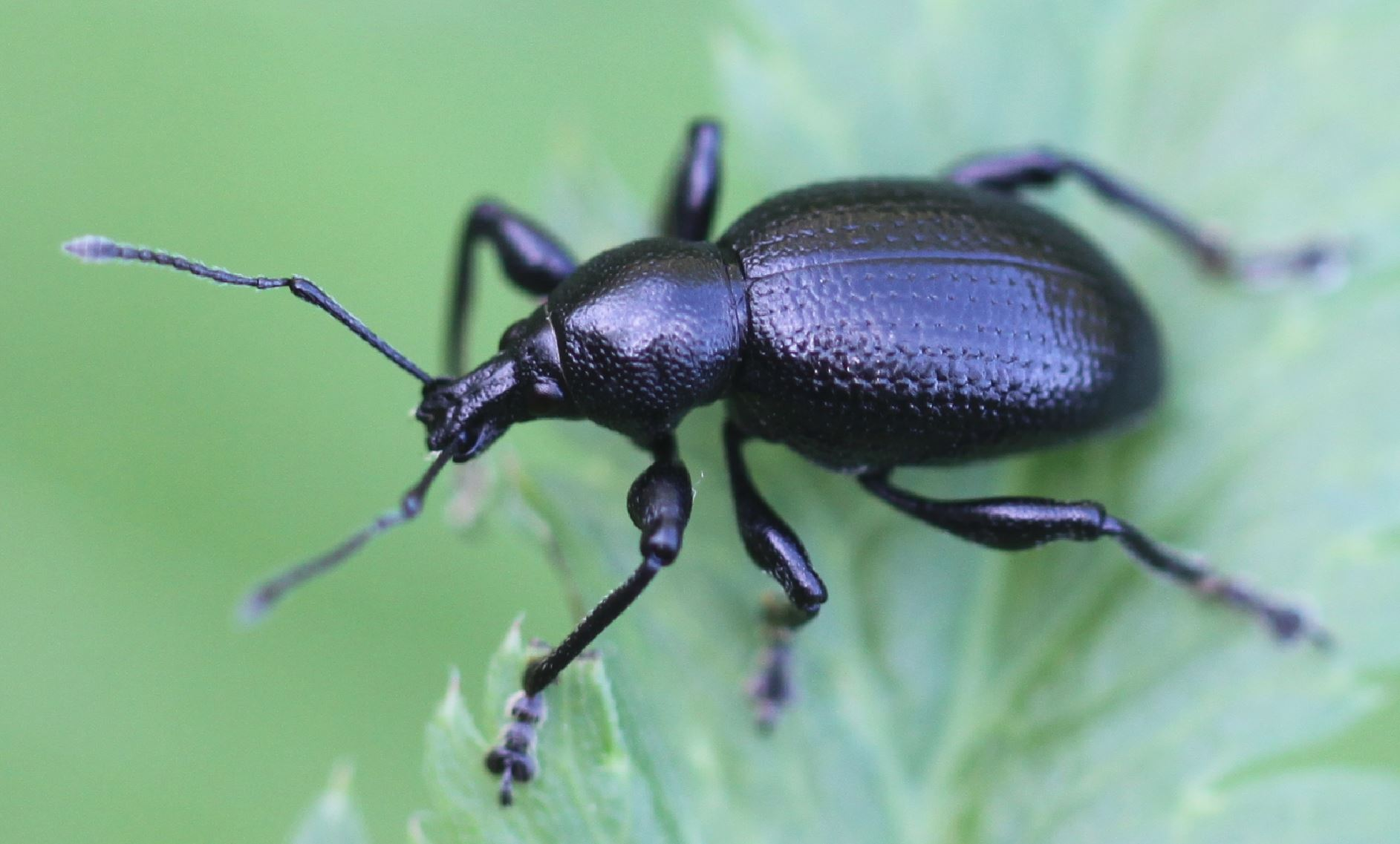

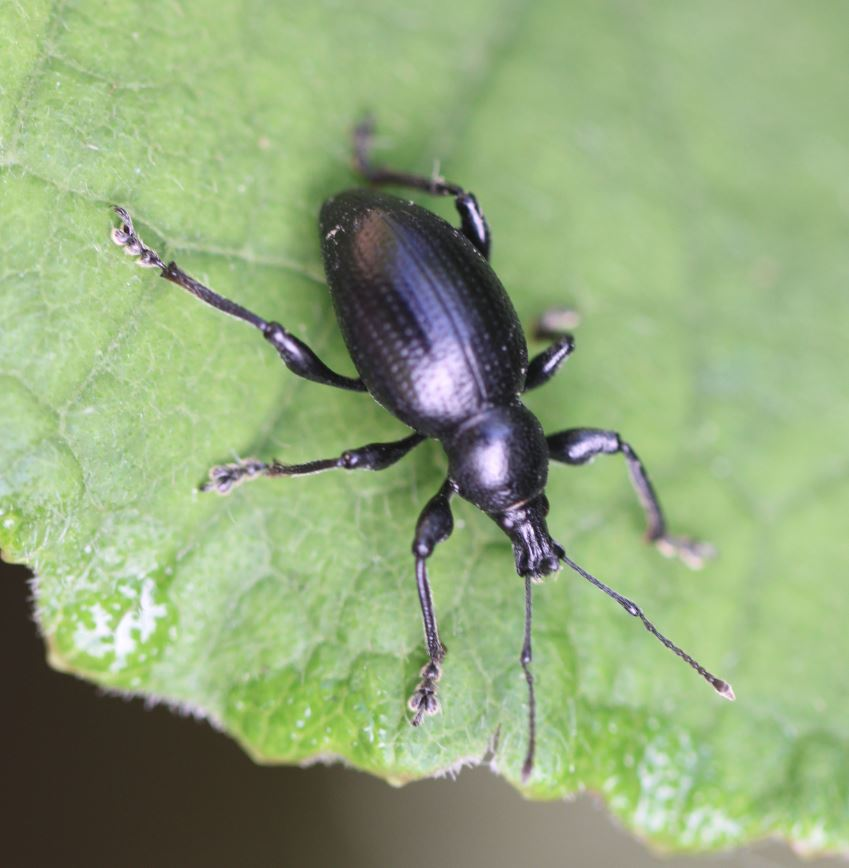

Otiorhynchus morio, auch als Schwarzbeiniger Dickmaulrüssler oder Schwarzer Lappenrüssler bezeichnet, ist ein Käfer aus der Familie der Rüsselkäfer (Curculionidae).

## Merkmale
Die schwarzen Rüsselkäfer werden 10–15 mm lang. Es gibt mehrere sehr ähnliche Arten in der Gattung Otiorhynchus. Die Käfer weisen auf ihren Flügeldecken deutliche Punktstreifen auf. Der Halsschild ist annähernd kugelförmig, die Flügeldecken sind länglich-oval. Die letzten Glieder der Fühlergeißel sind kurz und rundlich.

## Verbreitung
Das Vorkommen von Otiorhynchus morio erstreckt sich von den Pyrenäen im Westen über die Alpen bis in die Karpaten und nach Südost-Europa. In Deutschland findet man die Art im Alpenvorland sowie in den verschiedenen Mittelgebirgen. Nach Norden reicht das Verbreitungsgebiet bis nach England und Dänemark sowie ins Baltikum.

## Lebensweise
Die Käferart kommt in Wäldern der montanen und subalpinen Zone vor. In den Mittelgebirgen kommen sie auch in Tallagen vor. Die Käfer beobachtet man von April bis Ende Juli.

## Unterarten
Neben der Nominatform Otiorhynchus morio morio gibt es folgende Unterarten:
- Otiorhynchus morio diversesculptus Pic, 1920 – in Frankreich
- Otiorhynchus morio estrellaiensis Zumpt, 1934 – in Spanien
- Otiorhynchus morio navaricus Gyllenhal, 1834 – in Frankreich und Spanien
- Otiorhynchus morio nigripedes F. Solari, 1940 – in Spanien
- Otiorhynchus morio sublaevigatus Reitter, 1913 – in Frankreich